# Seprio
Il Seprio (Sevar in dialetto lombardo occidentale, Sever in dialetto milanese) è una regione storica della Lombardia, corrispondente grossomodo alla porzione centro-meridionale dell'attuale Provincia di Varese e alla parte sud-occidentale della Provincia di Como.

## Storia

### Età antica e Medioevo
Nato come intorno (fines) della città di Castel Seprio, crebbe durante l'ultimo secolo dell'Impero Romano. In epoca longobarda e poi franca si costituì come iudicaria e poi comitatus autonomo, perlomeno dal VII secolo.
I secoli IX e X rappresentarono il periodo di maggiore espansione territoriale e potenza politica: il contado del Seprio controllava un'area che si spingeva dal fiume Ticino alla Val d'Intelvi e dal contado di Burgaria, ossia l'odierno Alto Milanese, fino al Sottoceneri, nell'attuale Canton Ticino. Dal 961 il Contado iniziò a essere retto da una discendenza di legge salica, i Conti del Seprio, il cui capostipite fu Nantelmo, figlio di Rostanno. Con il XII secolo principiò un periodo di decadenza, tant'è che la famiglia comitale si trasferì dapprima a Venegono Superiore, quindi a Milano e a Reggio.

I possedimenti settentrionali del Seprio furono perduti almeno nel 1158 con il Trattato di Reggio quando l'Imperatore Federico Barbarossa fu costretto a ridimensionare il contado al territorio compreso tra il Ticino, il Seveso e la Tresa, consegnandolo de facto in mano alla Signoria di Milano.
Nel XIII secolo il Seprio fu coinvolto nelle lotte per il controllo di Milano fra Visconti e Torriani e perse il controllo sulla Burgaria. Nel marzo del 1287, nella notte fra il 28 e il 29 marzo, alcuni mercenari della Val d'Ossola assoldati dall'arcivescovo Ottone Visconti, entrano in Castel Seprio, probabilmente in occasione della fiera di Santa Maria Foris Portas, e se ne impadronirono con l'inganno. L'arcivescovo distrusse la rocca e il borgo risparmiando le chiese e fa inserire negli statuti di Milano la seguente sentenza: “Castel Seprio sia distrutto e resti distrutto in perpetuo affinché nessuno ardisca o presuma di abitare su questo monte”.
Con la fine della sua capitale il contado viene inserito nei territori viscontei della Signoria di Milano, fino al 1339, anno in cui Lodrisio Visconti usurpò il titolo di Signore del Seprio e, alla guida della Compagnia di San Giorgio, mosse contro Milano. Uscito sconfitto dalle truppe ambrosiane di Luchino Visconti il 21 febbraio a Parabiago, venne rinchiuso nel castello di San Colombano. Il titolo passò ai Signori milanesi Luchino e Giovanni Visconti.

### Età moderna
Successivamente il nome sopravvisse come contado rurale, istituzione territoriale del Ducato di Milano, fino alla riforma della province moderne attuata dall'Imperatore Giuseppe II nel 1788, secondo la quale il Seprio divenne la Provincia austriaca di Gallarate, poi detta di Varese.

## Pievi
La contea del Seprio comprendeva in età rinascimentale le seguenti pievi:
- pieve di Appiano
- pieve di Arcisate
- pieve di Besozzo già di Brebbia
- pieve di Busto Arsizio già di Olgiate
- pieve di Cannobio
- pieve di Carnago già del Seprio
- pieve di Gallarate
- pieve di Leggiuno
- pieve di Legnano già di Parabiago
- pieve di Somma
  - con la pieve ecclesiastica di Arsago
  - con la pieve ecclesiastica di Mezzana
- pieve della Val Travaglia
- pieve di Varese
- pieve della Val Cuvia con Marchirolo (diocesi di Como)
- pieve di Fino
- pieve di Uggiate

## Manifestazioni musicali e culturali
Dal 2012 sul territorio del Seprio si svolge il Festival Musica Sibrii - Festival di musica antica del Seprio. La rassegna è volta a valorizzare le risorse artistiche e paesaggistiche del territorio, collocando eventi musicali e culturali (concerti, laboratori, mostre, conferenze) che coinvolgono diverse realtà strumentali e vocali attive nell'ambito della musica antica, nei luoghi d'arte del Seprio. Il festival è stato ideato dai Solisti Ambrosiani, che ne curano la direzione artistica.